# Jürgen Großmann (Manager)

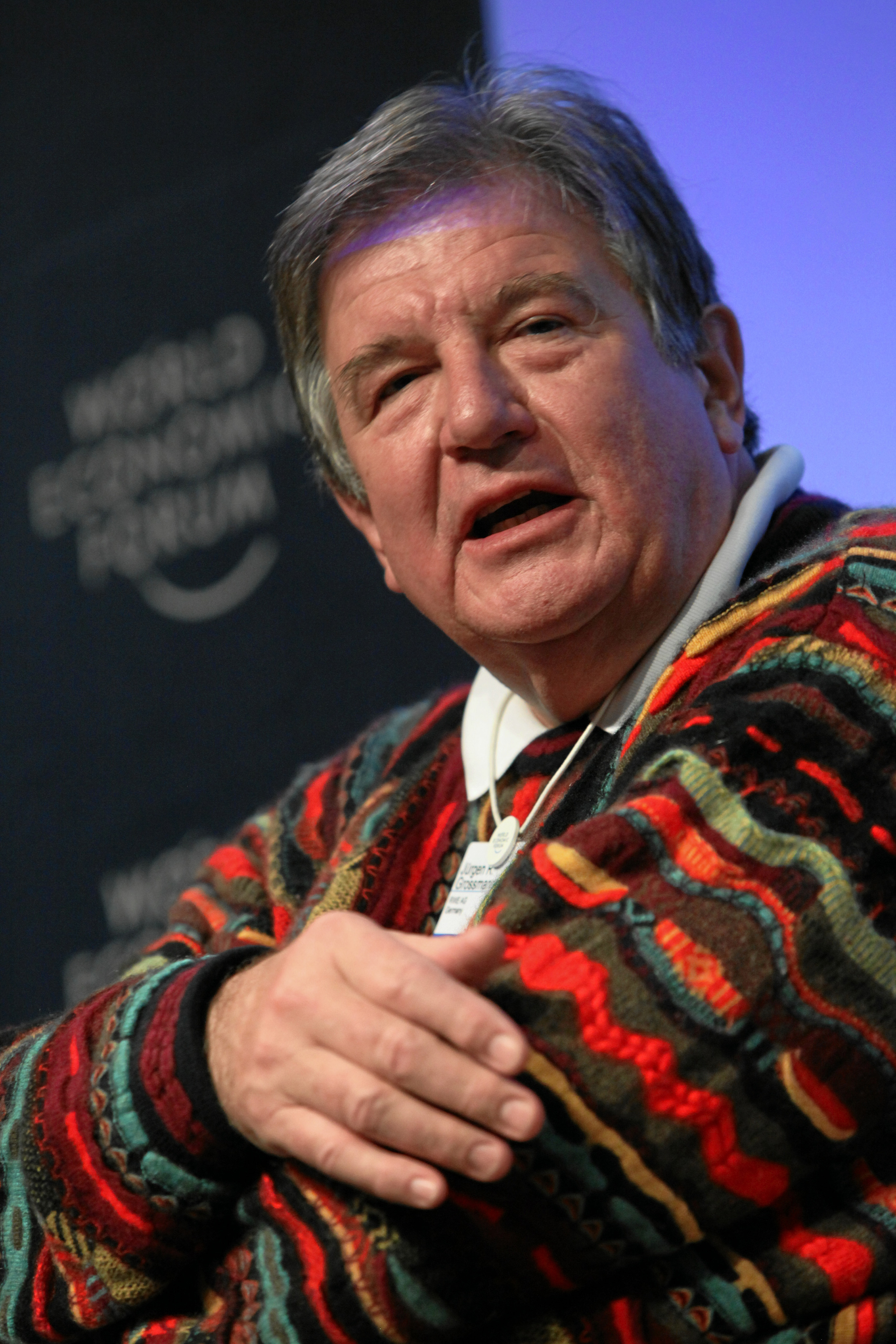
Jürgen Großmann (2009)

Jürgen R. Großmann (* 4. März 1952 in Mülheim an der Ruhr) ist ein deutscher Manager, Unternehmer und Lobbyist. Er ist Alleingesellschafter der Stahlgruppe Georgsmarienhütte, Kuratoriumsvorsitzender der RAG-Stiftung und ehemaliger Vorstandsvorsitzender der RWE AG.
Von 1993 bis 2006 war er als geschäftsführender Gesellschafter des Stahlwerks Georgsmarienhütte tätig; seit 1997 ist er Alleingesellschafter der Georgsmarienhütte Holding und als alleiniger Gesellschafter der Stego Vermögensverwaltung im Besitz der RGM Holding.
Großmann initiierte 2010 den „Energiepolitischen Appell“, eine Lobbyinitiative der großen deutschen Stromkonzerne zur Laufzeitverlängerung deutscher Kernkraftwerke. Er wurde zum „Lobbyisten des Jahres 2010“ gewählt.
Das Vermögen Großmanns betrug laut Manager Magazin im Jahr 2008 rund 1,35 Milliarden Euro, womit er zu den 100 reichsten Deutschen zählt.

## Ausbildung
Jürgen Großmann stammt aus einem Elternhaus, das eng mit der Stahlindustrie verbunden ist. Sein Vater war Wirtschaftsprüfer und Leiter des Rechnungswesens eines Bochumer Stahlwerks. Großmann besuchte das Staatliche Gymnasium in Mülheim an der Ruhr und bestand dort 1970 sein Abitur. Er studierte Eisenhüttenwesen von 1970 bis 1977 an der Technischen Universität Clausthal, Wirtschaftswissenschaften an der Georg-August-Universität Göttingen und an der Albert-Ludwigs-Universität Freiburg sowie Betriebswirtschaftslehre an der Purdue University in West Lafayette (Indiana, USA). Seit seiner Studienzeit ist Großmann Mitglied der Corps Montania Clausthal und Hasso-Borussia Freiburg.
Während seiner Studienzeit absolvierte er mehrere Auslandspraktika (Südafrika, Japan, USA, Brasilien, Frankreich). Zudem erhielt er verschiedene Stipendien, darunter von der Studienstiftung des deutschen Volkes, der Rotary Foundation, dem German Marshall Fund, der Atlantik-Brücke „Young Leader“ und der French American Foundation. Großmann schrieb seine Diplomarbeit in Brasilien und seine Doktorarbeit an der TU Berlin, verbunden mit Studienreisen nach Südafrika, Brasilien, Venezuela und Mexiko.

## Beruf
Von 1980 bis 1993 arbeitete er bei den Klöckner-Werken und war dort zunächst Vorstandsassistent, dann Geschäftsführer mehrerer Tochtergesellschaften und schließlich Vorstandsmitglied, ab 1991 mit Ergebnisverantwortung für den gesamten Stahlbereich.
1993 übernahm Großmann in einem Management-Buy-out die marode Georgsmarienhütte GmbH (ehemals Klöckner Edelstahl) für einen symbolischen Preis von zwei Mark von den Klöckner-Werken und wurde geschäftsführender Gesellschafter. 1997 wurde er Alleingesellschafter und Geschäftsführer der Georgsmarienhütte Holding, zu der 32 Unternehmen in den Bereichen Rohstoff Recycling, Stahlerzeugung und -Verarbeitung, Schmiedetechnik, Bahntechnik, Eisen- und Stahlguss sowie Anlagenbau gehören. Die Unternehmensgruppe erwirtschaftete 2013 über 2,7 Milliarden Euro Umsatz und hatte etwa 10.000 Mitarbeiter. Zum 150-jährigen Bestehen des Unternehmens 2006 ist auf Initiative von Großmann die gemeinnützige Stiftung Stahlwerk Georgsmarienhütte gegründet worden. Ende 2006 gab Jürgen Großmann die Geschäftsführung der Georgsmarienhütte an seinen Weggefährten Peter van Hüllen ab.
Zum 1. Oktober 2007 wurde Großmann Vorstandsvorsitzender der RWE. Dabei war er der Wunschkandidat des Aufsichtsratsvorsitzenden und ehemaligen WestLB-Vorstandsvorsitzenden Thomas R. Fischer. Harry Roels schied kurz vor Ablauf seiner Amtszeit zum 30. September 2007 aus dem Unternehmen aus, da sein Nachfolger Großmann eine Überlappung der Amtszeiten ablehnte.
Im August 2010 initiierte Großmann den Energiepolitischen Appell, eine Lobbyinitiative der vier großen Stromkonzerne, um die Laufzeitverlängerung deutscher Kernkraftwerke voranzubringen. Der Tagesspiegel urteilte hierüber: „Jürgen Großmann hat wie kein anderer im vergangenen Sommer für die Laufzeitverlängerung gekämpft.“
Großmann hatte bei RWE einen Fünfjahresvertrag. Am 8. August 2011 teilte RWE Großmanns vorzeitiges Ausscheiden zum 30. Juni 2012 mit. Sein Nachfolger wurde Peter Terium.
Großmann ist Eigentümer des Luxushotels Kulm in Arosa in der Schweiz. Im Haus Tenge in Osnabrück betrieb er bis 2018 das Restaurant la vie, das drei Guide-Michelin-Sterne hatte.

## Privates
Seit 1985 ist Großmann mit Dagmar Sikorski-Großmann verheiratet, die als geschäftsführende Gesellschafterin der Sikorski Musikverlage und in leitender Funktion in diversen Verbänden der deutschen Musikindustrie tätig ist. Mit ihr hat er drei Kinder, Johanna, Anne-Marie und Quirin. Laut Unternehmensmitteilung (glueckauf 1/2015) haben sie Funktionen als Gesellschafter und auch Mandate in den Aufsichtsräten der GMH Gruppe übernommen.
Großmann war Eigner einer Segelyacht namens Germania Nova, die im Jahr 2015 in der Liste der 200 größten Segelyachten der Welt geführt wurde. Die Segelyacht ist ein Nachbau der Germania, die Bertha Krupp 1908 bauen ließ; sie wurde 2018 an neue Eigentümer verkauft.
Derzeit ist er Eigner der Yacht AQUIJO, die mit einer Länge von 85 Metern als größte Ketch der Welt gilt.

## Mitgliedschaften und Ämter
Großmann war oder ist Mitglied in Aufsichtsräten, Beiräten, Kuratorien oder ähnlichen Gremien folgender Unternehmen:
- seit November 2012 RAG-Stiftung (Vorsitzender des Kuratoriums)[18][19]
- 2005 – Juli 2018 Deutsche Bahn AG
- seit 2003 Hanover Acceptances Limited (London), Member of the Board
- 2003–2017 British American Tobacco, BATIG
- seit 2002 Surteco SE, Vorsitzender des Aufsichtsrates
- Mai 2006–2011 Volkswagen AG
- seit 1991 International Iron and Steel Institute / Board of Directors World Steel Association
- 2007 Tognum AG (seit 2014 Rolls-Royce Power Systems)
- 2006–2007 MTU Friedrichshafen GmbH
- 2005–2006 RAG Coal International GmbH
- 2001–2006 Deutsche Post AG
- 1998–2006 Wilhelm Karmann GmbH
- 2001–2007 Gesellschaft für Stromwirtschaft m.b.H.
- 2006–2007 Messer Group GmbH
- 2002–2007 Evonik Trading GmbH (früher RAG Trading GmbH)
- 2001–2008 ARDEX GmbH
- 1995–2007 Dresdner Bank
- 2006–2007 IKB Deutsche Industriebank AG
- 2007–2016 JPMorgan Chase International Council

Großmann ist ferner Mitglied im WSA Board of Directors and Executive Committee, im Vorstand der Atlantik-Brücke, im Tönissteiner Kreis sowie im American Council on Germany und Ehrenvorsitzender der Deutsch-Britischen Gesellschaft. 2013 gründete er gemeinsam mit dem ehemaligen österreichischen Bundeskanzler Wolfgang Schüssel den proeuropäischen gemeinnützigen Verein United Europe e. V. Er war früher Teilnehmer beim Jung-Königswinter-Treffen der Deutsch-Britischen Gesellschaft. Großmann ist zudem Kuratoriumsmitglied der gemeinnützigen Stiftung für Zukunftsfragen.
Vom World Economic Forum Genf/Davos wurde er zum „Global Leader for tomorrow“ gewählt. Jürgen Großmann ist Ehrensenatsmitglied der German International Graduate School of Management (GISMA) in Hannover. Zudem beteiligte er sich 2011 an der Gründung der Initiative „Hilfe für ALS-kranke Menschen“.

## Auszeichnungen
Großmann erhielt eine Ehrendoktorwürde der Purdue University (USA). Er ist Träger des Niedersachsenpreises 2001 und des Bundesverdienstkreuzes 1. Klasse. 1997 wurde Großmann für seinen Einsatz zur Sicherung des Stahlstandorts Georgsmarienhütte mit dem Courage-Preis ausgezeichnet.
2007 erhielt er das Große Goldene Ehrenzeichen für Verdienste um die Republik Österreich. Die Atlantik-Brücke zeichnete ihn im selben Jahr mit dem Vernon A. Walters Award für seine Verdienste um die deutsch-amerikanische Freundschaft aus.
2010 erhielt er vom Naturschutzbund Deutschland den Negativ-Preis Dinosaurier des Jahres für seine Lobbyarbeit und Beeinflussung der Bundesregierung für die Laufzeitverlängerung der Atomkraftwerke.
2018 erhielt er die Ehrendoktorwürde der Technischen Universität Clausthal.